# Óscar Velásquez Gallardo
Óscar Velásquez Gallardo (Arica, Chile, 1939) es un filósofo, traductor, escritor y profesor universitario especializado en la filosofía del mundo griego y romano clásico.

## Educación
Durante su etapa escolar estudió hasta los nueve años en el Colegio Santa Ana en Arica, para luego ingresar al Seminario Pontificio donde cursaría el resto de su formación escolar. En ese establecimiento dio sus primeros pasos en latín, francés e inglés. 
Su educación universitaria comenzó en 1963, año en que ingresó a la Universidad de Chile para estudiar Filosofía con mención en Lenguas Clásicas, titulándose en 1968 con distinción unánime. En esa institución fue ayudante de griego y latín desde 1965 y profesor auxiliar desde 1968.
Posteriormente, siguió sus estudios de posgrado en Inglaterra, donde obtuvo un Master of Arts en estudios clásicos, especializándose en Platón, Aristóteles y Plotino en la Universidad de Lancaster. Luego, fue aceptado en el Christ’s College de Cambridge, donde obtuvo el grado de Master of Letters en 1978, profundizando el estudio de Platón. Velásquez cursó estudios de posgrado en la Universidad de París-Sorbona IV; para luego doctorarse en Filosofía y Letras por la Universidad Autónoma de Barcelona con distinción “cum laude”.

## Referentes
En Lancaster, su tutor fue Gerard O’Daly, con quien estudió el pensamiento de Plotino. En Cambridge, Velásquez aprendió del profesor G. E. L. Owen (1922-1982), famoso especialista en filosofía antigua y un referente con respecto al pensamiento de Aristóteles en habla inglesa. Posteriormente, en España, compartió con el profesor Josep Montserrat i Torrents dels Prats, especialista en filosofía antigua. En Francia, Henri-Irénée Marrou (1904-1977), destacado historiador de la Antigüedad tardía fue una gran influencia para el filósofo chileno. También en París, tuvo contacto con Jacques Fontaine (1922-2015).

## Docencia, traducción e investigación
Llegó a ser profesor titular de la Pontificia Universidad Católica de Chile (1986); y, luego de años de vinculado la Universidad de Chile, obtuvo la titularidad en las cátedras de Filosofía Antigua (2005) y Filosofía Medieval (2010). También fue Profesor Titular (1985) en la Universidad Metropolitana de Ciencias de la Educación (Filosofía y Lenguas Clásicas).
Velásquez además fue jefe y fundador del Departamento de Filología Clásica, Universidad Católica de Chile (1970-1972 y 1976-1978); Representante Docente ante el Consejo Académico del Instituto de Filosofía (1978-84);jefe del grupo de Patrística y Filosofía Medieval del Instituto de Filosofía de la Universidad Católica de Chile (1983-87); Profesor titular de Filosofía de la misma Universidad (1985); jefe del postgrado del Instituto de Filosofía Universidad Católica de Chile (1986-88); y Decano de la Facultad de Filosofía de la Universidad Católica de Chile (1988-1994).

## Controversias
Su novela, En el corredor (Bs. As.-Santiago, 2004), una sátira memorialista en la que denunció los vicios de la administración y política universitaria, le significó salir de la Pontificia Universidad Católica de Chile, tras lo cual se incorporó definitivamente como profesor titular a la Universidad de Chile, su alma mater.

## Distinciones
Ha sido profesor invitado de varias universidades, entre las que se encuentran la Universidad de Cambridge, University College London, Universidad Autónoma de Barcelona, Pontificia Universidad Lateranense, Universidad de Granada, Universidad de Buenos Aires, Pontificia Universidad Católica de Valparaíso, la Pontificia Universidad Católica de Puerto Rico, la Universidad Católica de Cuyo, Universidad Nacional de Tucumán y Universidad Nacional de Cuyo.
Entre 2011 y 2015, fue vicepresidente de la Association Internationale d’Études Patristiques (AIEP/IAPS),  asociación que agrupa alrededor de ochocientos especialistas de los estudios patrísticos en el mundo y más de cincuenta países (Oxford University -Université Paris-Sorbonne IV: 2011-2015)

## Publicaciones
Algunos de los trabajos de Óscar Velásquez han sido:
- Conversaciones filosóficas. Entretiens philosophiques. Santiago de Chile: Editorial Katankura (2024).
- Nietzsche y el aristocratismo de Teognis, Edición crítica bilingüe del De Theognide Megarensi de Nietzsche. Santiago de Chile: Editorial Lom (2018) (en coautoría con Renato Cristi).
- La ancianidad, Marco Tulio Cicerón, Edición bilingüe, traducción y comentarios. Santiago de Chile: Editorial Lom. (2017).
- Platón: El Banquete o siete discursos sobre el Amor. (2ª edición aumentada y puesta al día). Editorial Universitaria. Santiago de Chile (2016).
- Nietzsche. On Theognis of Megara, University of Wales Press, Wales, United Kingdom (2015) (en coautoría con Renato Cristi).
- Breve tratado sobre la naturaleza trascendental del cosmos, Editorial Universitaria, Santiago de Chile (2015).
- Platonis Alcibiades Edidit Oscar Velásquez, praefatione, adnotatione Critica et indicibus instructus, Ediciones Tácitas, Santiago de Chile (2013) (prólogo latino y texto griego editado con comentarios en latín por el editor).
- Platón: Alcibíades, Edición crítica del texto griego, Traducción y Comentarios, Ediciones Tácitas, Santiago de Chile (2013).
- La República de los Atenienses, ‘Jenofonte’, Introducción, traducción del griego y notas, Editorial Universitaria, Santiago de Chile (2010).
- Opúsculo Filosófico: Recorridos vitales, espacios inteligibles en las Confesiones de San Agustín, Publicaciones del Centro de Estudios de Filosofía Clásica, Universidad Nacional de Cuyo, Mendoza (N.º 1, 2008).
- Aristófanes: Nubes. Versión del griego, introducción y notas, Editorial Universitaria Santiago de Chile (2005).
- Platón: Timeo.Versión del griego, introducción y notas, Ediciones Universidad Católica de Chile, Santiago de Chile (2004).
- En el corredor, novela, RIL editores Santiago de Chile-Buenos Aires (2004).
- Platón: El Banquete o Siete discursos sobre el amor, Editorial Universitaria, Santiago de Chile (2002).
- Horacio Arte Poética, edición bilingüe, estudio preliminar, versión y notas, Ediciones Universidad Católica de Chile, Santiago de Chile (1999).
- POLITEIA: un estudio acerca de la República de Platón, Ediciones Universidad Católica de Chile, Santiago de Chile (1997).
- Santo Tomás de Aquino, De Veritate, Traducción, prefacio y notas, Editorial Universitaria, Santiago de Chile, 2ª edición revisada (1996) 177 pp (en coautoría con Humberto Giannini).
- M. T. Ciceronis Somnium Scipionis: Texto latino revisado, introducción y notas, Ediciones Facultad de Filosofía, Pontificia Universidad Católica de Chile, Santiago de Chile (1989).
- Anima Mundi: El Alma del Mundo en Platón, Ediciones Universidad Católica de Chile, Santiago de Chile (1982).
- Platón: Alcibíades: Versión del Griego, presentación general, notas y apéndice, Editorial Dionysos, Santiago de Chile (1979).
- Sto. Tomás de Aquino Cuestiones Disputadas de Veritate: Cuestión Primera, Traducción del Latín, introducción y notas, Editorial Universitaria, Santiago de Chile (1978) 1ª edición (en coautoría con Humberto Giannini).